# Öppna samordningsmetoden
Den öppna samordningsmetoden är en mellanstatlig metod som tillämpas inom Europeiska unionen i frågor där unionen har begränsad lagstiftande befogenhet, däribland viss socialpolitik, skydd för och förbättring av människors hälsa, turism samt utbildning, yrkesutbildning, ungdomsfrågor och idrott. Den öppna samordningsmetoden har tidigare även tillämpats i frågor som rör miljö, asyl och invandring, områden där unionen senare har fått utökade befogenheter.
Metoden innebär att medlemsstaterna kommer överens om gemensamma mål och gemensamma indikatorer för resultatmätning, men överlåter åt de nationella myndigheterna att bestämma form och tillvägagångssätt för genomförandet. Medlemsstaterna åtar sig frivilligt att försöka nå de gemensamma målen. Genom ett gemensamt utvärderingsförfarande, där Europeiska kommissionen vanligtvis fyller en central funktion, lyfts de medlemsstater som lyckats med sin politik fram och de medlemsstater som inte har vidtagit nödvändiga åtgärder för att nå de gemensamma målen hängs ut. På så sätt tvingas medlemsstaterna indirekt att vidta åtgärder för att nå de gemensamma målen, trots att åtagandena inte är rättsligt bindande.
Till skillnad från unionsmetoden, som tillämpas i stor utsträckning vid lagstiftning inom unionen, har både Europaparlamentet och EU-domstolen mycket begränsade befogenheter när den öppna samordningsmetoden tillämpas. Det är huvudsakligen Europeiska unionens råd, eller i vissa fall Europeiska rådet, som beslutar om vilka mål och åtgärder som ska vidtas inom ramen för den öppna samordningsmetoden.